# Eduardo Hernández (salwadorski piłkarz)
Eduardo Hernández (ur. 31 stycznia 1958) były salwadorski piłkarz grający na pozycji bramkarza.

## Kariera klubowa
W czasie kariery piłkarskiej Eduardo Hernández występował w salwadorskim klubie C.D Santiagueño.

## Kariera reprezentacyjna
Eduardo Hernández występował w reprezentacji Salwadoru w latach osiemdziesiątych. W 1982 uczestniczył w Mistrzostwach Świata 1982 w Hiszpanii, jednakże był rezerwowym i nie wystąpił w żadnym meczu.